# Uta Behrends
Uta Behrends (* 1963) ist eine deutsche Kinder-Hämatoonkologin und Professorin für pädiatrische Infektiologie und Immunbiologie an der Technischen Universität München (TUM). Sie ist stellvertretende kommissarische Klinikdirektorin des Klinikums rechts der Isar in München und forscht zur Infektiologie und Immunbiologie bei Kindern und Jugendlichen sowie zur Myalgischen Enzephalomyelitis/Chronisches Fatigue-Syndrom (ME/CFS) und zu Long COVID bzw. dem Post-COVID-Syndrom.
Behrends leitet die deutschlandweit einzige Ambulanz für ME/CFS-erkrankte junge Menschen. Sie setzt sich öffentlich für eine stärkere Wahrnehmung von ME/CFS sowie eine Verbesserung der Situation Betroffener ein.

## Beruflicher Werdegang
Behrends studierte von 1982 bis 1989 Humanmedizin an der Georg-August Universität Göttingen, der Medizinischen Universität Lübeck und der Ludwig-Maximilians-Universität München. Anschließend war sie von 1990 bis 1996 am Helmholtz Zentrum München wissenschaftlich tätig. 1996 wurde sie an der Medizinischen Fakultät der Ludwig-Maximilians-Universität zu „Untersuchungen zur Rolle von Entzündungsmediatoren bei der Initiation der akuten Graft-versus-Host-Erkrankung“ promoviert. Seit 1996 ist sie an der Klinik und Poliklinik für Kinder- und Jugendmedizin der TUM tätig.
2007 wurde sie an der Medizinischen Fakultät der TUM zu „Identifikation von Zielantigenen Tumor-, Transplantations- und Epstein-Barr-Virus-assoziierter CD4(+)-T-Zellantworten bei Kindern“ habilitiert und erlangte die Venia Legendi für das Fach Kinder- und Jugendmedizin. 2010 übernahm sie die Professur für pädiatrische Infektiologie und Immunbiologie an der TUM. Im selben Jahr wurde sie stellvertretende leitende Oberärztin der Klinik und Poliklinik für Kinder- und Jugendmedizin der TUM und der München Klinik Schwabing. Aktuell ist Behrends stellvertretende kommissarische Klinikdirektorin des Klinikums rechts der Isar.

## Versorgungs- und Forschungsschwerpunkte
Behrends steht am Klinikum rechts der Isar dem Chronische Fatigue Centrum vor. Dieses behandelt Kinder, Jugendliche und junge Erwachsene aus Bayern, die an ME/CFS erkrankt sind. Zudem koordiniert sie Projekte zur Versorgung von Kindern, Jugendlichen und jungen Erwachsenen mit Long COVID und ME/CFS. In Kooperation mit Carmen Scheibenbogen und dem Charité Fatigue Centrum Berlin leitet sie ein standortübergreifendes Register für Patientinnen und Patienten mit ME/CFS.
Behrends ist an einer Vielzahl wissenschaftlicher Publikationen zu ME/CFS und Long COVID bei Erwachsenen sowie Kindern und Jugendlichen beteiligt, unter denen sich Übersichtsarbeiten und Konsensempfehlungen zur Diagnostik und Behandlung befinden. Eine Arbeitsgruppe um Behrends und Scheibenbogen entwickelte den Munich Berlin Symptom Questionnaire (MBSQ), ein Diagnoseinstrument zur Auswertung von ME/CFS-Symptomen bei Erwachsenen sowie Kindern und Jugendlichen.

## Öffentliche Aktivitäten zu ME/CFS und Long COVID
Behrends ist stellvertretende Vorsitzende des ärztlichen Beirats der Deutschen Gesellschaft für ME/CFS und unterstützt die Elterninitiative ME/CFS-kranke Kinder und Jugendliche München e. V. Darüber hinaus gehört sie dem Arbeitskreis „Long-Covid“ der Bundesärztekammer an und war Vorstandsmitglied des Ärzte- und Ärztinnenverbands Long COVID.
Behrends nahm an Fachgesprächen und Parlamentsanhörungen des Deutschen Bundestages zu ME/CFS teil und ging dort auf die Besonderheiten erkrankter Kinder und Jugendliche ein. Sie ist zum „Runden Tisch Long COVID“ des Bundesministeriums für Gesundheit geladen und Mitglied der Expertengruppe „Off-Label-Use Long COVID“ des Bundesministeriums für Gesundheit.
In Medienauftritten klärt sie regelmäßig über ME/CFS und Long COVID auf und stellt die Situation der Betroffenen dar.